# Massimo Podenzana
Massimo Podenzana (La Spezia, 29 luglio 1961) è un dirigente sportivo ed ex ciclista su strada italiano.
Tra i dilettanti fu medaglia d'argento e di bronzo ai mondiali nella cronometro a squadre; professionista dal 1987 al 2001, ottenne una vittoria di tappa al Giro d'Italia e una al Tour de France, e due titoli nazionali in linea. Dal 2011 è direttore sportivo del Team Type 1, poi diventato Team Novo Nordisk.

## Carriera
Si mise in luce da dilettante conquistando nel 1985 e nel 1986 rispettivamente il bronzo e l'argento nella prova della 100 km a squadre ai campionati del mondo. Nel 1984 vinse il Giro del Veneto e delle Dolomiti, mentre nel 1986 fu secondo al Giro d'Italia dilettanti, battuto dal sovietico Aleksandr Krasnov.
Passò professionista nel 1987, vestendo i colori dell'Atala-Ofmega. Nel 1988, al Giro d'Italia, fu protagonista di una lunga fuga che lo portò ad aggiudicarsi la tappa di Rodi Garganico e a indossare per nove giorni la maglia rosa. Tornò alla vittoria nel 1993, aggiudicandosi a Prato il Gran Premio Industria e Commercio (valido anche come campionato italiano) ed il Gran Premio di Camaiore con i colori dell'Italbonifica-Navigare. Nel 1994 riconfermò la maglia tricolore a Cles, vincendo il Trofeo Melinda.
Nel 1995 vinse il Giro di Toscana in maglia Brescialat, mentre il 15 luglio 1996 vinse la quindicesima tappa del Tour de France con la maglia della Carrera-Longoni Sport, riuscendo ad anticipare lo sprint del gruppo con uno scatto ai 4 chilometri dall'arrivo. Podenzana non era nuovo ad imprese del genere, avendo già vinto alla stessa maniera uno dei due campionati italiani.
Nel 1997 passò alla Mercatone Uno dove sarà gregario di Marco Pantani nelle principali corse a tappe. Il 2 giugno di quell'anno si classificò secondo nella tappa del Passo del Tonale al Giro d'Italia superato solo dal colombiano José Jaime González dopo una lunga fuga. Nel 1998 fu un prezioso gregario per Marco Pantani nella vittoria al Giro d'Italia; pur avendo 37 anni, risultando dunque il più vecchio del gruppo, in classifica generale quell'anno fu undicesimo. Nel 1999 vinse il Gran Premio Industria e Artigianato di Larciano. Lasciò l'attività agonistica nel 2001.

## Dopo il ritiro
Nelle stagioni successive al ritiro rimase nella squadra del patron Romano Cenni, la Mercatone Uno, in qualità di direttore sportivo. Dal 2005 al 2010 fu attivo nello staff tecnico della squadra italo-irlandese Ceramica Flaminia, mentre dal 2011 collabora con gli statunitensi del Team Type 1 (divenuto Team Novo Nordisk nel 2013) affiancando Vassili Davidenko.

## Palmarès
- 1982 (dilettanti)

Trofeo Pigoni e Miele
- 1983 (dilettanti)

Circuito di Cesa
Coppa 29 Martiri di Figline di Prato
- 1984 (dilettanti)

Classifica generale Giro del Veneto e delle Dolomiti
Gran Premio Industria del Cuoio e delle Pelli
- 1985 (dilettanti)

Coppa Cicogna
- 1986 (dilettanti)

Giro delle Valli Aretine
- 1988

4ª tappa, 1ª semitappa Giro d'Italia (Vasto > Rodi Garganico)
- 1993

Gran Premio Città di Camaiore
Gran Premio Industria e Commercio di Prato (valido come Campionati italiani, Prova in linea)
- 1994

Trofeo Melinda (valido come Campionati italiani, Prova in linea)
- 1995

Giro di Toscana
- 1996

15ª tappa Tour de France (Brive-la-Gaillarde > Villeneuve-sur-Lot)
- 1999

Gran Premio Industria e Artigianato

## Piazzamenti

### Grandi Giri
- Giro d'Italia

1987: non partito (12ª tappa)
1988: 41º
1989: ritirato (21ª tappa)
1990: 37º
1991: 52º
1992: 79º
1993: 53º
1994: 7º
1995: non partito (14ª tappa)
1997: 17º
1998: 11º
1999: non partito (21ª tappa)
- Tour de France

1995: 26º
1996: 61º
1997: 24º
1998: 37º
2000: 73º
- Vuelta a España

1993: 74º
1994: 29º

### Classiche monumento
- Milano-Sanremo

1990: 64º
1991: 118º
1992: 147º
1994: 55º
1995: 59º
1996: 134º
- Giro di Lombardia

1998: 40º
1992: 8º

### Competizioni mondiali
- Campionati del mondo su strada

Giavera del Montello 1985 - Cronosquadre Dilettanti: 3º
Colorado Springs 1986 - Cronosquadre Dilettanti: 2º
Oslo 1993 - In linea Professionisti: 31º
Agrigento 1994 - In linea Elite: ritirato

## Riconoscimenti
- Borraccia d'Oro: 2009